# Heuristic Alpha
Heuristic Alpha ist ein Schachprogramm, das in den 1990er-Jahren durch den amerikanischen Informatiker Don Dailey (1956–2013) und seinen Landsmann Larry Kaufman (* 1947) bei der kalifornischen Firma Heuristic Software entwickelt wurde, deren Präsident zu der Zeit der puerto-ricanische Schachmeister Julio Kaplan (* 1950) war.
Im Jahr 1991 nahm es am 2. Harvard Chess Cup, einem Turnier „Mensch gegen Maschine“, teil. Dabei gelang Heuristic Alpha in einer dramatischen Schnellschach-Partie mit 25 Minuten Bedenkzeit für alle Züge ein bemerkenswerter Sieg gegen den damals frischgebackenen Großmeister Patrick Wolff (* 1968, GM seit 1990, Elo 2520). In seinem Kommentar bezeichnete IM Otto Borik sie als „eine der schönsten und spannendsten Partien, die jemals zwischen einem namhaften Spieler und einem Top-Programm ausgetragen wurde“. Im selben Turnier schlug Heuristic Alpha auch GM Michael Rohde.